# Opérculo parietal

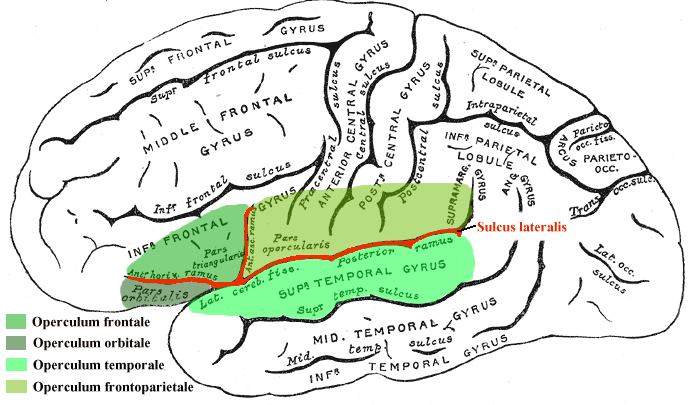
Opérculo humano. O opérculo parietal situa-se na área superior direita da zona sombreada da imagem

Opérculo parietal é a porção do lobo parietal na superfície exterior do cérebro que faz fronteira com o sulco lateral, e também a extensão deste córtex que forma a teto do sulco. Contém o córtex somatossensorial secundário (região S2).